# Kenny Tete
Kenny Tete (* 9. října 1995 Amsterdam) je nizozemský profesionální fotbalista mosambického původu, který hraje na pozici pravého obránce za anglický klub Fulham FC a za nizozemský národní tým.

## Klubová kariéra
Profesionální fotbalovou kariéru zahájil v Ajaxu Amsterdam, klubu, ve kterém hrál i v mládežnických týmech. V červenci 2017 přestoupil do francouzského prvoligového klubu Olympique Lyon.

## Reprezentační kariéra
Kenny Tete byl členem nizozemských mládežnických výběrů od kategorie U17.
V nizozemském A-týmu debutoval 10. 10. 2015 pod trenérem Danny Blindem v kvalifikačním utkání na EURO 2016 v Astana Areně proti týmu Kazachstánu (výhra 2:1)